# 八百津町立和知中学校
八百津町立和知中学校（やおつちょうりつ わちちゅうがっこう）は、かつて岐阜県加茂郡八百津町にあった公立中学校。

## 概要
- 校区は和知であり、旧・加茂郡和知村の中学校であった。1980年、八百津中学校〈旧〉と統合し、八百津中学校の新設により廃校。
- 体育館は2018年時点では現存し、和知体育館となっている。

## 沿革
- 1947年（昭和22年）4月 - 和知村立和知中学校として開校。和知小学校に併設。
- 1949年（昭和24年） - 新築移転。
- 1955年（昭和30年）1月31日 - 八百津町に和知村が編入される。同時に八百津町立和知中学校に改称する。
- 1971年（昭和46年）1月 - 体育館が完成。
- 1980年（昭和55年）
  - 3月31日 - 八百津町立八百津中学校〈旧〉と統合し、八百津中学校の新設により廃校。
  - 4月1日 - 八百津中学校の統合校舎未完成のため、旧・和知中学校は八百津町立八百津中学校和知分教室となる。
- 1982年（昭和57年）4月1日 - 八百津中学校の統合校舎が完成。和知分教場を廃止。